# أخت (فصل مصري)
أَخِت أو فصل الفيضان أو فصل الغمر، هو الفصل الأول في التقويمين القمري والمدني المصري القديم. وهو يتلو الأيام الزائدة أو النسيء (حريو رنپت) ويجيء قبل فصل البذر (پرت).
في التقويمين المصري القديم والمصري الحديث (القبطي)، يبدأ هذا الفصل في بداية شهر توت (حوالي 11 سبتمبر)، ويمتد عبر شهور بابه وهاتور، وينتهي في نهاية كيهك (حوالي 8 يناير).:453

## الأسماء
النطق الدقيق للاسم المصري القديم لفصل الفيضان غير مؤكد لأن الهيروغليفية لا تسجل الحروف المتحركة. ينقحر عادةً كـأَخِت. يشير الاسم إلى الفيضانات السنوية للنيل.

## التقويم القمري
في التقويم القمري، كانت تضاف أيام النسيء أو الكبس للحفاظ على الشروق الاحتراقي لنجم سيريوس في الشهر الرابع من فصل الحصاد. هذا يعني أن فصل الفيضان كان يستمر عادة من سبتمبر إلى يناير. لأن توقيت الفيضان كان يختلف، لم تعد شهور "الفيضان" تعكس بدقة حالة النهر لكن الفصل كان عادة وقت الفيضان السنوي. كان هذا الحدث حيويًا للشعب لأن فيضان النهر يترك رواسبه الخصبة ورطوبته، التي تزيد من خصوبة التربة وتعطيها لونها الأسود المميز الذي سميت به المناطق التي يصلها الفيضان بسببه في مصر كمت أي السوداء، بعكس المناطق الصفراء أو الحمراء  دشرت الصحراوية.

## التقويم المدني
في التقويم المدني، عدم وجود سنوات كبيسة في الفترات البطلمية والرومانية أدى إلى فقدان الفصل حوالي يوم كل أربع سنوات، مما جعله غير مستقر بالنسبة للسنة الشمسية أو التقويم الغريغوري.

## الشهور
تم تقسيم فصل الفيضان إلى أربعة شهور. في التقويم القمري، بدأ كل شهر عند فجر اختفاء الهلال. في التقويم المدني، تألف كل شهر من 30 يومًا مقسمة إلى ثلاثة أقسام تسمى أعشور، تقابل الأسبوع، كل منها 10 أيام والمعروفة بالعشريات.
في مصر القديمة، كانت هذه الشهور تُسجل عادة بأرقامها ضمن الفصل: الأول، الثاني، الثالث، والرابع من أخت. كما كانت تُعرف بأسماء أعيادها الرئيسية، والتي أصبحت تُستخدم بشكل متزايد بعد الاحتلال الفارسي. أصبحت هذه الأسماء أساساً لأسماء الشهور في التقويم القبطي.
| N11 · Z1 | M8 | Aa1 · X1 | N5 |

| N11 · Z1 | M8 | Aa1 · X1 | N5 |

| X1 · Aa1 | Z4 |

| X1 · Aa1 | Z4 |

| G26 |

| G26 |

| N11 · Z1 · Z1 | M8 | Aa1 · X1 | N5 |

| N11 · Z1 · Z1 | M8 | Aa1 · X1 | N5 |

| Y5 · N35 | Aa1 · X1 |

| Y5 · N35 | Aa1 · X1 |

| Q3 · N35 | M17 | Q3 · X1 · O1 |

| Q3 · N35 | M17 | Q3 · X1 · O1 |

| N11 · Z1 · Z1 · Z1 | M8 | Aa1 · X1 | N5 |

| N11 · Z1 · Z1 · Z1 | M8 | Aa1 · X1 | N5 |

| O10 |

| O10 |

| N11 · Z1 · Z1 · Z1 · Z1 | M8 | Aa1 · X1 | N5 |

| N11 · Z1 · Z1 · Z1 · Z1 | M8 | Aa1 · X1 | N5 |

| D28 | D2 · Z1 | D28 · W3 |

| D28 | D2 · Z1 | D28 · W3 |